# Tobias Langhoff

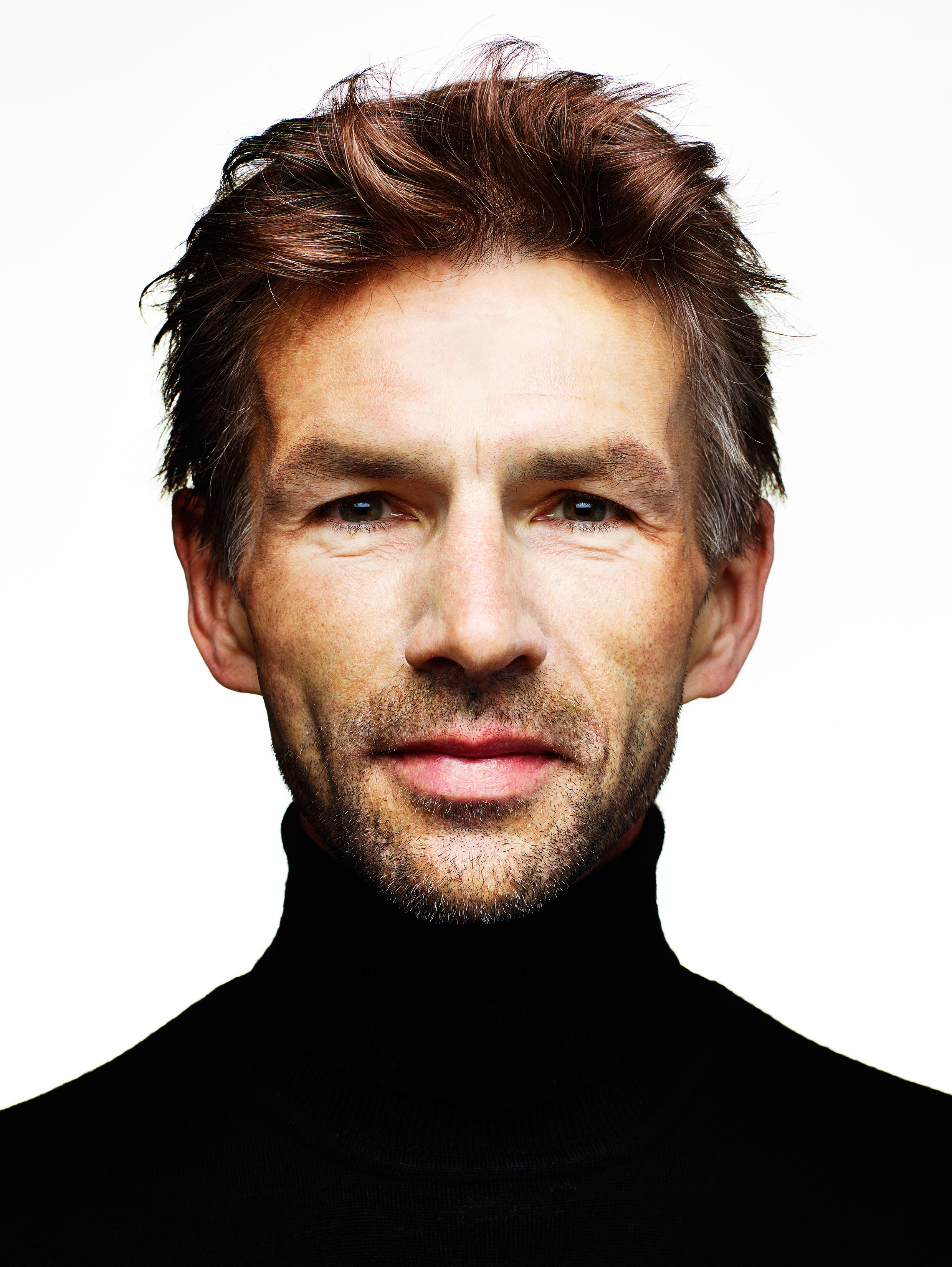
Tobias Langhoff, 2017

Tobias Langhoff (* 28. November 1962 in Brandenburg an der Havel; † 28. November 2022 in Berlin) war ein deutscher Theater- und Filmschauspieler.

## Leben
Tobias Langhoff stammte aus der deutschen Theaterfamilie Langhoff und war der Sohn des Regisseurs Thomas Langhoff, Bruder des Regisseurs Lukas Langhoff und Enkel des Regisseurs Wolfgang Langhoff. Er studierte Schauspiel von 1983 bis 1987 an der Hochschule für Schauspielkunst Ernst Busch in Berlin. Danach wirkte er eine Zeitlang als Theaterschauspieler am Deutschen Theater Berlin, u. a. in Inszenierungen von Thomas Langhoff und Friedo Solter, anschließend im Thalia Theater Hamburg und viele Jahre am Burgtheater Wien. Er arbeitete mit Peter Zadek, George Tabori und Andrea Breth. Langhoff war über Jahre auch als Darsteller in Film und Fernsehen tätig, u. a. bei der Fernsehreihe Tatort. Langhoff, der exzessiv Sport trieb, lebte in Berlin, wo er an seinem 60. Geburtstag starb.

## Filmografie (Auswahl)
- 1988: Der Aufstand der Fischer von St. Barbara (TV)
- 1989: Ein brauchbarer Mann
- 1995: Berlin – Moskau
- 1995: Küß mich
- 1997: Jagdsaison
- 2000: Deutschlandspiel
- 2001: Der Clown Folge: Lautloser Tod & Die Elster (Als Dienststellenleiter Conradi)
- 2003: Die Schönste aus Bitterfeld
- 2005: Endloser Horizont
- 2011: Tatort: Das Dorf
- 2012: Tatort: Hochzeitsnacht
- 2015: Tatort: Ätzend
- 2015: Marie Brand und das Erbe der Olga Lenau
- 2016: Ein starkes Team: Nathalie
- 2018: Bad Banks
- 2022: Im Westen nichts Neues
- 2022: Babylon Berlin
- 2022: Der Taunuskrimi: Muttertag (Filmreihe)

## Theater
- 1986: Hermann Sudermann: Der Sturmgeselle Sokrates. Regie: Thomas Langhoff (Deutsches Theater Berlin – Kammerspiele)
- 1992: Alexander Ostrowski: Der Wald. Regie: Thomas Langhoff (Deutsches Theater Berlin)